# Barton (Australie)
Pour les articles homonymes, voir Barton.

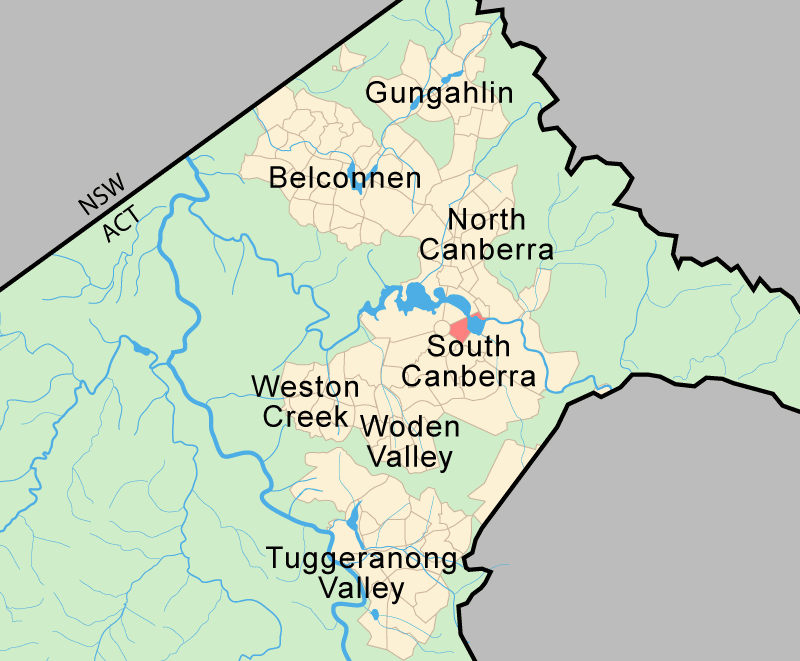
Barton (en rose) à Canberra.

Barton (940 habitants, code postal : ACT 2600) est un quartier de l'arrondissement de Canberra Sud, la capitale fédérale de l'Australie. Il porte le nom de Sir Edmund Barton, le premier Premier ministre d'Australie. Les rues du quartier portent le nom des anciens gouverneurs.
Barton est adjacent au quartier de Capital Hill. Il abrite le ministère du premier ministre, le Ministère de la Justice, le ministère des Affaires étrangères et du Commerce et plusieurs autres ministères fédéraux.

## Éducation

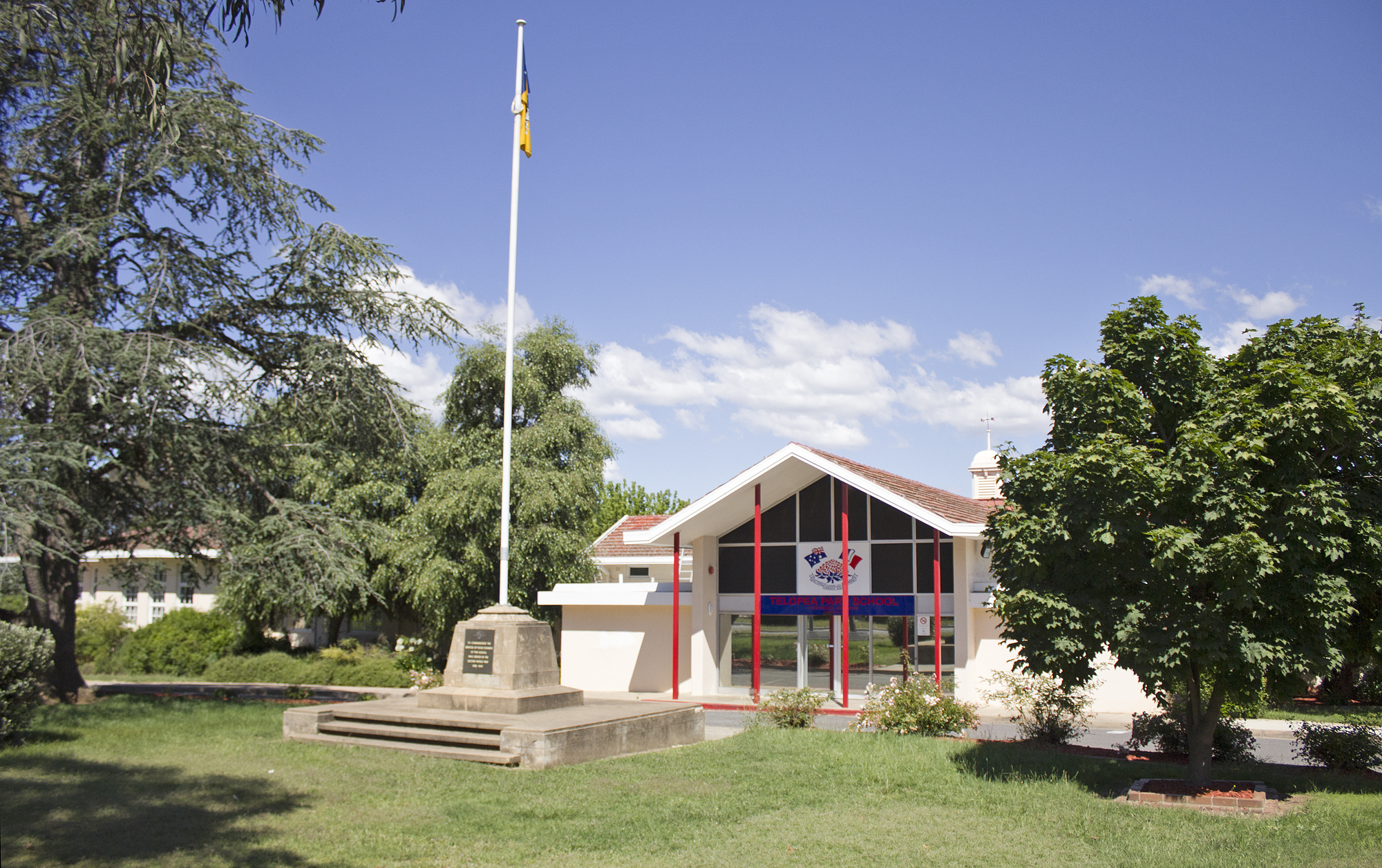
Lycée franco-australien de Canberra.

Lycée franco-australien de Canberra (Telopea Park School).

## Galerie

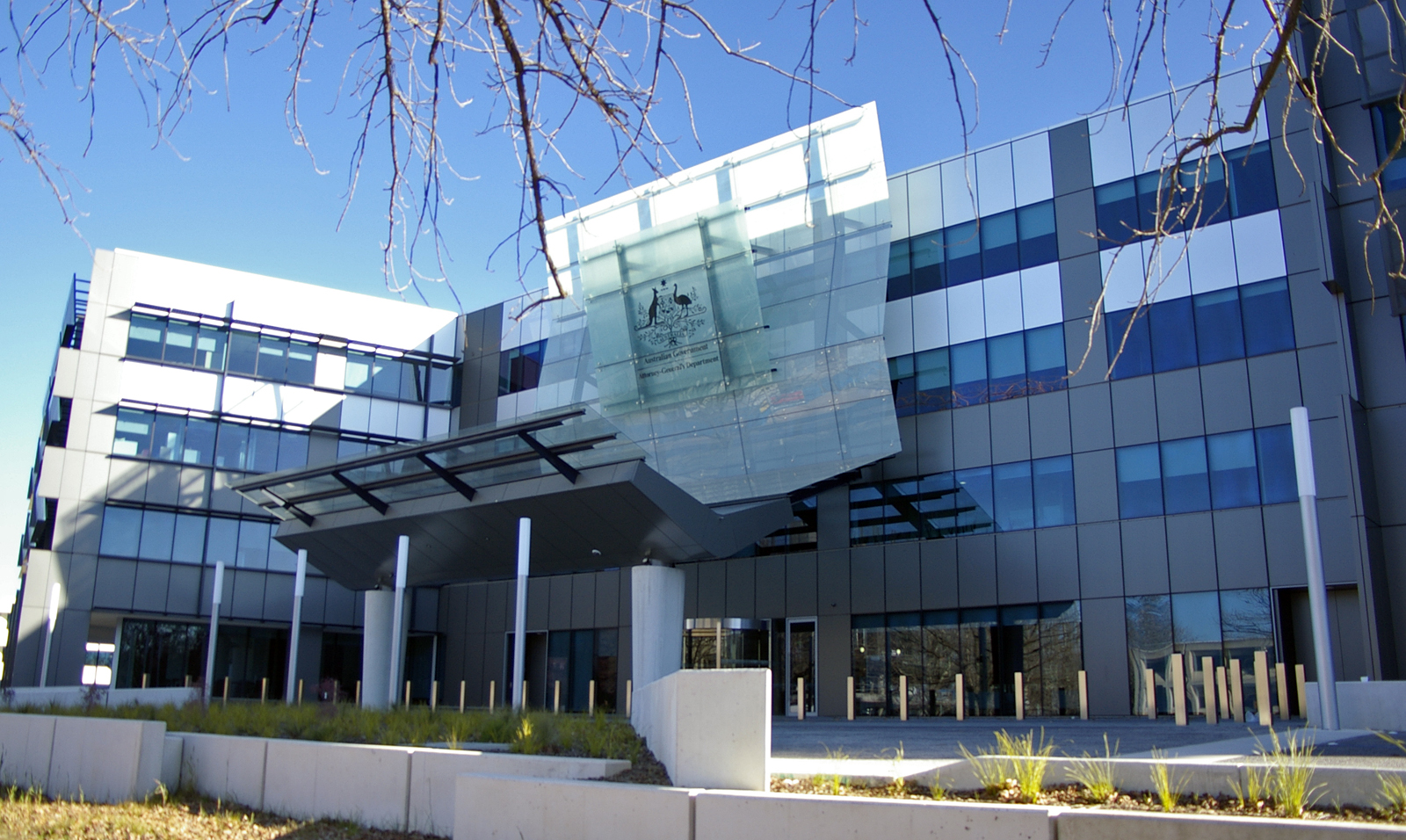
Le ministère de la Justice.
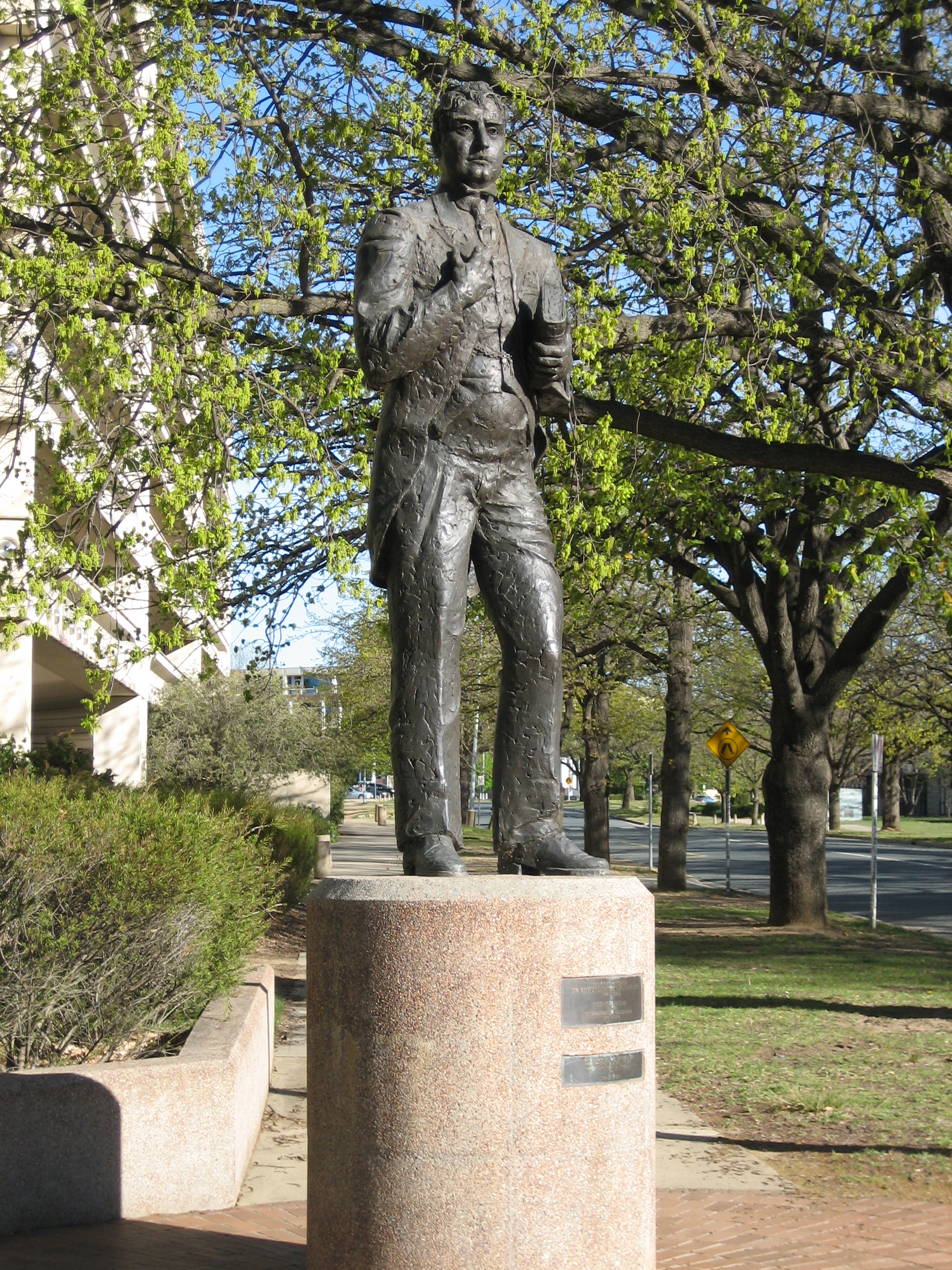
Statue de Sir Edmund Barton.